# Magán (Kasztília-La Mancha)
Magán település Spanyolországban, Toledo tartományban. Magán Villaluenga de la Sagra, Villaseca de la Sagra, Mocejón, Olías del Rey és Cabañas de la Sagra községekkel határos. Lakosainak száma 4114 fő (2024).

## Népesség
A település népessége az utóbbi években az alábbiak szerint változott:
| Lakosok száma | 1163 | 1500 | 2368 | 2936 | 3087 | 3240 | 3259 | 3544 | 3875 | 4114 |
|               | 2001 | 2004 | 2007 | 2009 | 2012 | 2014 | 2017 | 2019 | 2022 | 2024 |